# A Catalogue of the Plants Growing in Bombay and its Vicinity
A Catalogue of the Plants Growing in Bombay and its Vicinity (abreviado Cat. Pl. Bombay) es un libro con ilustraciones y descripciones botánicas que fue escrito conjuntamente por John Graham y Joseph Nimmo y publicado en Bombay en el año 1839 con el nombre de A Catalogue of the Plants Growing in Bombay and its vicinity; spontaneous, cultivated or introduced, as far as they have been ascertained.

## Publicación
John Graham es el autor de las páginas 1 a la 200, Joseph Nimmo es el autor de la 201 a la 254.